# Febre da água negra
Febre da água negra é uma complicação de malária na qual os glóbulos vermelhos se rompem na corrente sanguínea (hemólise), libertando hemoglobina diretamente nos vasos capilares e na urina (hemoglobinúria), o que frequentemente provoca insuficiência renal.